# Ljudmila Iwanowna Bragina

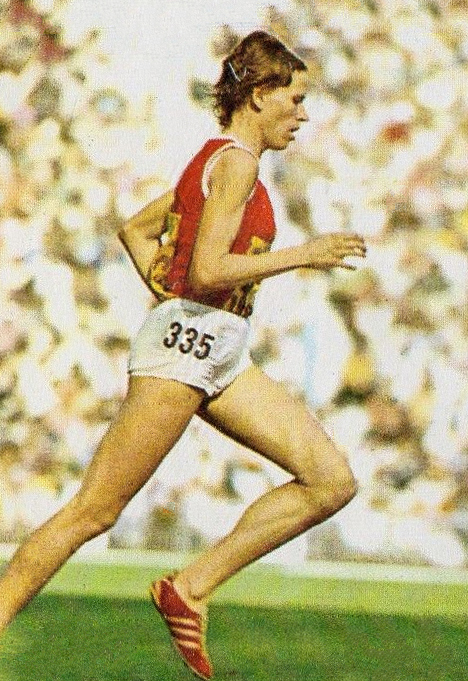
Ljudmila Iwanowna Bragina (1972)

Ljudmila Iwanowna Bragina (russisch Людмила Ивановна Брагина, engl. Transkription Lyudmila Bragina; * 24. Juli 1943 in Swerdlowsk) ist eine ehemalige russische Mittel- und Langstreckenläuferin, die für die Sowjetunion startete. Ihre Wettkampfstrecken waren die 1500 und 3000 Meter, über die sie auch mehrfach Weltrekorde aufstellte.
Ihre größten Erfolge waren die Goldmedaille bei den Olympischen Spielen 1972 in München über 1500 Meter, die Silbermedaille bei den Leichtathletik-Europameisterschaften 1974 über 3000 Meter und die Silbermedaille bei den Crosslauf-Weltmeisterschaften 1977.

## Weltrekorde
1500 Meter
- 4:06,90 min (1972)
- 4:01,40 min (1972) Olympische Spiele München

3000 Meter
- 8:53,00 min (1972)
- 8:52,74 min (1974)
- 8:27,20 min (7. August 1976)